# Wimbledon 1879
Wimbledon 1879 byl 3. ročník prvního tenisového turnaje, který se kdy konal. Probíhal od 7. do 16. července. Událost se konala na travnatých dvorcích v londýnském All England Lawn Tennis and Croquet Clubu. V tomto roce soutěžili pouze muži a jen ve dvouhře.
Turnaje se zúčastnilo 44 závodníků, z nichž nejlépe si vedl Angličan John Hartley.

## Vyzývací finále
John Hartley porazil  Frank Hadow, kontumačně.

## Finále kvalifikačního turnaje
John Hartley porazil  Vere St. Leger Goold, 6–2, 6–4, 6–2.

## Boj o druhé místo
Vere St. Leger Goold porazil  C. F. Parr, 4–6, 6–2, 5–6, 6–4, 6–4.